# Bootidi di Giugno
Le Bootidi di giugno sono uno sciame meteorico visibile dal 26 giugno al 2 luglio. Normalmente il loro ZHR è dell'ordine di 1-2 meteore per ora, ma in alcune occasioni, nel 1916, nel 1921, nel 1927 e più recentemente nel 1998 hanno dato origine a piogge meteoriche molto più cospicue.
Le meteore di questo sciame sono caratterizzate da una bassa velocità geocentrica e un'inusuale percentuale di meteore con flare, ossia aumenti repentini di luminosità, durante la loro traiettoria. Le Bootidi di giugno derivano dalla cometa 7P/Pons-Winnecke. La loro sigla internazionale è JBO.